# Mennesket i nordisk religion
Opfattelsen af mennesket i nordisk religion var et centralt element i det religiøse verdensbillede i Norden i før-kristen tid. Dette var ikke noget særskilt for den nordiske religion, for mennesket og forståelsen af det har været, og er, essentielt for alle religioner. I mytologien beskrives menneskene som gudernes allierede, der er sat i verden for at hjælpe dem med at begrænse de fjendtlige kræfters (symboliseret ved jætterne) magt; de var repræsentanter for den rå og destruktive natur. Den verdensopfattelse, der kommer til udtryk gennem myterne, er således præget af en frygt for ubalance, hvor de destruktive kaoskræfter skal få overtaget og ødelægge det menneskelige samfund. I den verden var guderne mytologiske repræsentanter for stabilitet, orden og kultur, og de var dermed et billede på menneskets eget samfund. For menneskene var det vigtigt, at opretholde et godt forhold til guderne, hvilket de primært gjorde gennem offerritualer. De gjorde både guderne venligt stemte og gav dem styrke til at modstå jætterne.
De væsentlige kilder til myten om menneskenes oprindelse er Völuspá, Lokasenna, Rígsthula, Hyndlaljódd, samt Snorre Sturlassons Yngre Edda. Det skriftlige materiale til den nordiske religion stammer næsten uden undtagelse fra perioden efter religionsskiftet, derfor er vores viden om religiøse forestillinger fra tiden før den sene vikingetid meget usikker. Af den grund ved vi ikke i hvilken grad de forestillinger om menneskets rolle og position i det religiøse system, der kommer til udtryk i de skriftlige kilder, også gælder for de ældre perioder.

## Baggrund
Den hedenske nordiske antropologi var præget af både naturen, klimaet og kulturen. Langt størsteparten af befolkningen levede på bondegårde og dyrekede jorden, og alle var dybt afhængige af de afgrøder, bønderne producerede. Klimaet i Norden er præget af lang og streng vinter og kort vækstsæson, sommerens og efterårets høst var derfor afgørende for menneskenes overlevelse gennem vinteren, ligesom sygdom eller misvækst var evige trusler. Således gav naturen store rigdomme, samtidig med, at den kunne være altødelæggende. Dette afspejlede sig i mytologien, der skildrede guderne, menneskets og kulturens repræsentanter, som værende i en konstant kamp mod jætterne, der repræsenterede naturen. Den helt grundlæggende idé i nordisk religion var, at kommunikationen mellem guder og mennesker var afgørende for samfundets trivsel. Ved at overholde de religiøse forpligtelser kunne menneskene sikre sig gudernes velvilje, og derved deres hjælp.
I lighed med de fleste andre før-moderne samfund var religion en helt igennem integreret del af livet, derfor var ritualer og anden kommunikation med den guddommelige sfære et selvfølgelig element i selv dagligdags gøremål. Det var en almindelige forestilling, at guder af forskellig art var umiddelbart tilstede i omgivelserne, nogle af dem var særligt knyttet til bestemte lokaliteter, andre var knyttet til slægten, mens atter andre var mere universelle, herunder bl.a. aserne.

## Skabelsen af mennesket
En af de centrale kilder til den nordiske myte om menneskets skabelse er Völuspá strofe 17. Men det er i sig selv ikke muligt at konkludere, at denne beretning handler menneskets skabelse, alene ud fra teksten i sig selv. I lighed med mange andre myter må Snorre Sturlassons prosaforklaringer tages i brug. Ifølge beretningerne blev menneskene ikke skabt som led i den første skabelse af verden. Først efter aserne havde dræbt urjætten Ymir og havde omskabt hans legeme, så det blev til den kendte jord, blev de første mennesker til. Det var Ask og Embla, og de blev skabt ud fra to stykker træ, der var drevet i land på stranden, af de tre guder, som fandt dem. Navnene på de tre varierer fra kilde til kilde, men Odin nævnes hver gang. Mennesket eksisterede således før guderne fandt dem, det er dog ikke usædvanligt i nordisk mytologi. Vi kender ikke en eneste myte eller fragment af en myte, der beskriver en skabelse ex nihilo, jf den kristne. I nordisk sammenhæng beskrivelse skabelse som noget, der gøres på grundlag af noget, der allerede eksisterer.
De livløse (skæbneløse) menneskekroppe får af guderne liv, ånde og lykke. De vækkes således af en passiv prætilstand. Margaret Clunies Ross har karakteriseret to typer af skabelse, den ene var den seksuelle, der var relateret til kvinden, det dyriske, naturen og døden, den var mandlig omskabelse (skal sammenlignes med håndværkerens arbejde med råmaterialet), denne type var relateret til kulturen og den guddommelige inspiration. Clunies Ross kalder det ’male pseudo procreation’. Det er imidlertid stadig usikkert hvem der egentlig står bag den indledende skabelse af menneskene. I nogle versioner af myten antydes det at jættekvinder var medvirkende. Ligesom dværgene muligvis kunne have skabt formen. Men det var udelukkende, guderne der kunne give egentligt liv og ånde. Efterfølgende er det de kvindelige guddomme nornerne, som udstyrer menneskene med deres skæbner. De to køn skabes samtidigt af samme materiale, dvs. ingen over eller underordning af de tø køn på skabelsestidspunktet; dog er den mandlig skaberkraft nødvendig for at kan lade sig gøre.
I skjaldedigtningen bliver mennesker ofte associeret med træer, Clunies Ross finder det derfor rimeligt, at antage, at forestillingen om Ask og Embla var en almindelig og udbredt forestilling. Idéen om at mennesket skabes ud fra et træ har også paralleller i andre indoeuropæiske kulturer, fx hentyder den græske digter Hesiod i et digt til, at Zeus skulle have skabt mennesket ud fra en asketræ. Et andet element af myten har også paralleller udenfor Norden, da traditionen om at mennesket skabtes på stranden i grænselandet mellem de to elementer vand og jord kendes også fra nordeuropæiske mytologier, optræder bl.a. i engelske, tyske og sydgermanske kilder.
I Völuspá beskrives menneskets skabelse i umiddelbar forlængelse af dværgenes, hvilket tyder på, at det blev opfattet som to indbyrdes forbundne begivenheder. Dværgene og menneskene besidder derudover flere ligheder, fx var begge grupper ikke opstået af sig selv, som guderne og jætterne, men skabt ved fremstilling gennem guddommelig indgriben, og de blev skabt under sammenlignelige forhold. De havde også flere ligheder mht. udseende og attributter.. For begge grupper gælder det, at de blev skabt modtræk til den voksende trussel fra jætterne, og deres primære rolle var at fylde verden ud, så jætternes territorium ikke bliver for stort, men de fungerede også som krigere for guderne. Til gengæld var menneskene totalt afhængige af gudernes velvilje.

## Menneskenes verden
Menneskenes verden blev kaldt Midgård. Navnet betyder Indhegningen i midten, og skal sandsynligvis tolkes som udtryk for en fællesmenneskelig tendens til at placere sig selv i midten af verden. Af kilderne fremgår det, at verden fra et menneskeligt synspunkt kunne verden deles i to, hvor Midgård var menneskenes egen verden, og Udgård var den omgivende og fjendtligt indstillede ødemark, det der også blev kaldt Jotunheim, jætternes verden. Udgård repræsenterede derved de kaotiske naturkræfter, der udgjorde en trussel menneskenes samfund og velstand. Midgård og Asgård repræsenterede i stedet kulturen, forstået som den natur mennesket havde omformet og tæmmet. Placeringen af gudernes verden, Asgård, er mere usikker, i nogle kilder befinder den sig indenfor Midgård, i andre ovenover. Denne verdensopfattelse var en afspejling af det mikrokosmos, der fandtes omkring gården i vikingetiden hvor det uopdyrkede land og fremmede folk udgjorde konstante trusler mod det kendte.

## Etableringen af samfundet
I det førmoderne Norden var det udbredt forestilling, at samfundet, dets institutioner, normer og traditioner, herunder religiøse skikke, var blevet etableret af guderne og givet til menneskene. Denne opfattelse ligger bl.a. til grund for eddadigtet Rígsthula. Det indeholder en myte, der fortæller hvordan guden Heimdall, under navnet Rig, på en rejse i Midgård blev ophavsmand til de tre samfundsklasser: trællene, de frie bønder, og stormændene. Denne opdeling betyder, at digtet med stor sandsynlighed er en afspejling af aristokratiets opfattelse af samfundets hierarki; det anerkender, at alle mennesker har et guddommeligt ophav, men det er kun aristokraterne som guden anerkender sit faderskab til. I digtet eksisterede menneskenes verden prototypisk inden Rigs rejse, men fik først sin endelige karaktér gennem gudens intervention.
I sagalitteraturen findes der andre oprindelsesmyter, der er knyttet til bestemte herskerslægter. Af dem fremgår det, at sådanne slægter i reglen er opstået i et seksuelt møde mellem modsatrettede kræfter, oftest en mandlig gud og en jættekvinden. Resultatet af disse møder var ikke en blanding af gud og jætte, men tilhørte i stedet en tredje kategori. Dette exceptionelle ophav betød exceptionelle livsbaner, og barnet og dets efterkommere kom derfor ikke til at leve fredelige og almindelige liv, men i stedet meget begivensrige, der ofte sluttedes med en exceptionel død. Forestilling bagved var, at ophav havde afgørende betydning for individets natur, evner og livsbane og skæbne. Således var herskermagten fx forbeholdt folk af kongelig byrd.

### Liv og Liftraser
Liv og Livtraser (norrønt: Líf ok Lífþrasir) er to mennesker, en mand og en kvinde, der overlever verdens undergang. De skal genbefolke den nye jord, der opstår efter Ragnarok, med mennesker. Rudolf Simek foreslår, at beretningen om deres overlevelse er en duplikation af Ask og Emblas skabelse. Han mener det er et resultat af den cykliske natur af den eskatologi, der kommer til udtryk i eddaerne. Simek foreslår endvidere, at Hoddmímis holt ikke skal oversættes til Hoddmimers skov, som normalt, men at det snarere er et andet navn for Yggdrasill, dvs. at Liv og Livtraser ligesom Ask og Emblas skabes ud fra et træ.

## Einherjerne
En anden vigtig gruppe af mennesker i de mytologiske fortællinger var einherjerne, der var de afdøde krigere, som Odin hentede på slagmarken, og som fungerede som hans hird i Valhalla. De var nært knyttet til forestillingerne om Ragnarok, verdens undergang, da de udgjorde Odins hær i den sidste kamp mod jætterne. Ved at samle en stærk hær kunne Odin for en tid holde jætternes magt stangen. Einherjernes funktion var derfor nært relateret til den overordnede forestilling om, at menneskets kosmologiske rolle var at begrænse kaosmagterne.
Litteratur og til dels arkæologiske fund, især krigergrave, tyder på, at krigertyper som fx bersærker var jordiske modstykker til Odins einherjer. Den danske religionshistoriker Jens Peter Schjødt har foreslået, at identifikation med de guddommelige krigere var et vigtigt element i den før-kristne krigerideologi. Hen mener, at man tilsyneladende forestillede sig, at man kunne blive i stand til kontrollere de ellers ukontrollérbare kræfter, som var særligt udtalte på slagmarken. Denne identificering skete gennem initiation til krigerkulte. Disse ritualer har fungeret som overgangsriter, der har omfattet en symbolsk død, hvor den unge kriger tilegnes Odin og derved identificeres med sin guddommelige modpart. Af kilderne fremgår det, at religiøs viden har været opfattet som en nødvendighed, da det fx gjorden initianden i stand til at kommunikere med den anden verden vha. dyr. Gennem sin forberedelse til initiation har den unge kriger tilegnet sig de nødvendige religiøse erfaringer til at gennemføre mødet med det guddommelige.

## Menneskene i myterne
I de myter, der har de store guder i Asgård i som centrale figurer, optræder menneskene sjældent, og når de gør, har de ikke nogen aktiv rolle. Gudemyterne udspillede sig i en urtid, der afsluttedes ved Balders død. Den følgende tid præges af, at guderne gradvist mister overtaget overfor jætterne. Dette er den mytiske nutid, der er den tid menneskene lever i. Endnu kan guderne holde kaos i skak, men verden bevæger sig uvægerligt mod destruktion. Undergangen indledes med sammenbruddet af menneskenes samfund, der efterfølges af den totale ødelæggelse af gudernes samfund.
I det nordiske litterære materiale er der andre fortællinger med mange strukturelle og motivmæssige ligheder med gudemyterne. Det gælder hovedsageligt heltesagnene. De er fortællinger om mennesker, men foregår på et guddommeligt plan, og er derfor rige på mytisk stof, selvom de giver indtryk af at foregå i historisk tid. Sagnene havde derfor sandsynligvis en funktion, der lignede myternes. I en krigerkultur som Nordens i vikingetiden var episke myter og legender om heroiske krigere vigtige, idet de fungerede som eksemplariske fortællinger om forfædrenes handlemønstre.

## Sjælen
Húgr var den nordiske ækvivalent til det moderne begreb sjæl. Man forestillede sig, at den under visse omstændigheder kunne agere uafhængigt af kroppen, hvor den kunne antage andre skikkelser, fx dyrs (hamskifte). Dette skete som regel mens kroppen var i dvale eller i en dyb søvn. I dyreform kunne sjælen kaldes en fylgje og agere som et alterego. Men fylgjen kunne også opfattes som en slags sjæl for hele ætten. Sjælerejser til den guddommelige sfære var også et helt centralt element i sejdritualerne. De foregik ved, at en person bragte sig selv i trance, hvorpå sjælen kunne forlade kroppen og nu var i stand til at kommunikere med guddommelige væsner.

## Forfædrene og de døde
Underverdenen var de dødes hjem, her levede de videre i dødsriget, men rummede samtidig vældige kræfter, der var relateret til både frugtbarhed, død og visdom. Derfor har forfædrekult tilsyneladende har stor betydning i Norden, og det har været en udbredt opfattelse, at de afdøde slægtninge har haft stor betgydning for slægtens fortsatte blomstring. I det før-kristne samfund begravede man som regel sine døde på slægtens jord, derved blev direkte knyttet til den. Forfædrekulten har muligvis været relateret til alferne, men det er højst usikkert.